# Beija-flor-de-peito-escarlate
Beija-flor-de-peito-escarlate ou nectarínia-de-peito-escarlate (Chalcomitra senegalensis) é uma espécie de ave da família Nectariniidae.
Pode ser encontrada nos seguintes países: Angola, Benin, Botswana, Burkina Faso, Burundi, Camarões, República Centro-Africana, Chade, República Democrática do Congo, Costa do Marfim, Eritreia, Etiópia, Gambia, Gana, Guiné, Guiné-Bissau, Quénia, Malawi, Mali, Mauritânia, Moçambique, Namíbia, Níger, Nigéria, Ruanda, Senegal, Serra Leoa, África do Sul, Sudão, Suazilândia, Tanzânia, Togo, Uganda, Zâmbia e Zimbabwe.